# 주리코 다비타슈빌리
주리코 다비타슈빌리(조지아어: ზურიკო დავითაშვილი, 2001년 2월 15일 ~ )는 리그 1 클럽 생테티엔과 조지아 국가대표팀에서 레프트 윙어와 공격형 미드필더로 뛰고 있는 조지아의 프로 축구 선수이다.

## 구단 경력

### 러시아
2019년 6월 29일, 다비타슈빌리는 러시아 프리미어리그의 루빈 카잔과 3년 계약을 체결했다. 그는 2019년 7월 15일 로코모티프 모스크바와의 시즌 개막전에서 선발로 루빈 소속으로 러시아 프리미어리그 데뷔 전을 치렀다.
UEFA는 2020년 초 주리코 다비타슈빌리를 50명의 젊은 인재 명단에 포함시켰다.
2020년 8월 20일, 다비타슈빌리는 로토르 볼고그라드에 2020-21 시즌 임대로 합류했다. 2021년 7월 16일, 루빈과의 계약은 상호 합의에 의해 종료되었다. 나흘 후, 그는 아르세날 툴라와 계약했다.

### 보르도
2022년 9월 2일, 다비타슈빌리는 1년 임대 계약으로 보르도로 이적했다. 데뷔 경기에서의 그의 골은 9월 17일 디종과의 경기에서 그의 새로운 클럽이 승리를 거두는 데 도움이 되었다. 2022-23년 시즌 이후, 클럽은 그를 4년 계약으로 구매할 수 있는 옵션을 행사했다.
보르도에서 2년 동안 활약하는 동안, 다비타슈빌리는 71경기에 출전하여 14골과 12개의 어시스트를 기록했다.

### 생테티엔
2024년 7월 11일, 다비타슈빌리는 4년 계약으로 리그 1 클럽 생테티엔과 500만 유로의 이적료와 100만 유로의 잠재적 보너스를 계약했다. 7월 27일, 그는 비야레알과의 친선 경기에서 데뷔 전을 치렀고, 그곳에서 두 골을 넣었다. 2024년 10월 5일, 다비타슈빌리는 공식 리그 경기에서도 득점에 성공했다. 그의 해트트릭은 프랑스 1부 리그에서 조지아 선수가 처음으로 기록한 것으로, 오세르를 상대로 3-1 승리를 확정지었다. 이 골 중 하나는 결과적으로 이달의 골로 선정되었다. 게다가, 10월 26일, 앙제와의 경기에서 두 골을 더 넣은 후, 다비타슈빌리는 UNFP에 의해 이달의 선수로 선정되었다.

## 국가대표팀 경력
2016년 전, 다비타슈빌리는 조지아 U-17에서 뛰었다. 2017년 이후, 그는 조지아 U-19에서 뛰었다. 그는 2019년 9월 5일 대한민국과의 친선 경기에서 선발로 조지아 국가대표팀에 데뷔했다. 3일 후 불가리아와의 친선 경기에서 그는 첫 골을 넣었다.
다비타슈빌리는 조지아가 공동 주최한 2023년 UEFA U-21 축구 선수권 대회에 참가했다. 1-1 무승부에서 네덜란드를 상대로 넣은 그의 놀라운 솔로 골은 조별 리그 우승에 결정적임이 입증되었다. 다비타슈빌리는 그의 활약으로 경기 선수상을 받았다.

## 사생활
주리코 다비타슈빌리는 전 축구 선수 술리코 다비타슈빌리의 아들로, 이후 유소년 팀과 루스타비 같은 프로 클럽에서 축구 코치로 활동했다.
주리코에게는 여동생과 남동생이 있다.
그는 2023년에 결혼했고, 그의 아들의 출생은 2023년 11월에 발표되었다.